# Low-Life
| Оценки критиков               | Оценки критиков |
| Источник                      | Оценка          |
| ----------------------------- | --------------- |
| AllMusic                      | [ 5 ]           |
| The A.V. Club                 | A−              |
| Blender                       | [ 7 ]           |
| Entertainment Weekly          | A−              |
| Pitchfork                     | 9.0/10          |
| Q                             | [ 9 ]           |
| The Rolling Stone Album Guide | [ 10 ]          |
| Select                        | 5/5             |
| Uncut                         | [ 12 ]          |
| The Village Voice             | B+              |

Low-Life — третий студийный альбом британской рок-группы New Order, вышедший в 1985 году. Диск получил широкую поддержку критиков и поклонников, — многими он считается лучшим альбомом группы. В британском хит-параде альбом занял 7-е место.

## Об альбоме
- Я один из немногих, кто живёт, что называется, «на дне».[14]

Этой фразой легендарного лондонского колумниста-алкоголика Джеффри Бернарда (почти неслышной, за счёт снижения уровня громкости) начинается композиция «This Time of Night» («Low Life» — название колонки Бернарда в «Спектейторе»).
Предположительно, звучание фразы было снижено до почти неразличимого, когда Джеффри, ненавидящий любую «попсу», «шоу-бизнес», и «успех» любого рода, пригрозил подать в суд.
Альбомная версия композиции «Elegia» была использована в качестве музыкальной темы в номинированном на «Оскар» мультфильме «More» (1998). Также была использована для трейлера видеоигры Metal Gear Solid V: The Phantom Pain. Части композиции также использовались в нескольких эпизодах первого сезона научно-фантастического сериала «Очень странные дела» братьев Дафферов.

## Обложка
Обложка альбома оформлена Питером Сэвиллом. Это единственный релиз New Order, на обложке которого представлены фотографии участников группы. Компакт-диск поставляется в упаковке с барабанщиком и клавишником Стивеном Моррисом на передней обложке, а внутри футляра находятся четыре фотографии и полупрозрачный листок бумаги с названием группы, позволяющий владельцам выбирать, какой участник группы виден через слив диска.

## Список композиций
1. «Love Vigilantes» — 4:16
2. «The Perfect Kiss» — 4:51
3. «This Time of Night» — 4:45
4. «Sunrise» — 6:01
5. «Elegia» — 4:56
6. «Sooner Than You Think» — 5:12
7. «Sub-culture» — 4:58
8. «Face Up» — 5:02

## Альбомные синглы
- The Perfect Kiss / Kiss Of Death (1985; # 63)
- Sub-culture / Dub-vulture (1985; #28)

## Участники записи
New Order
- Бернард Самнер — вокал, гитара, синтезатор, программирование, перкуссия
- Питер Хук — 4- и 6-струнная бас-гитара, электронные барабаны, бэк-вокал на «This Time of Night»
- Джиллиан Гилберт — синтезатор, программирование, гитара
- Стивен Моррис — ударные, синтезатор, программирование

Технический персонал
- New Order — продюсирование
- Майкл Джонсон — инженер
- Марк, Пенни и Тим — ассистенты звукорежиссёра